# 21 Herculis
21 Herculis (o Herculis) é uma estrela na direção da Hercules. Possui uma ascensão reta de 16h 24m 10.83s e uma declinação de +06° 56′ 53.4″. Sua magnitude aparente é igual a 5.83. Considerando sua distância de 341 anos-luz em relação à Terra, sua magnitude absoluta é igual a 0.73. Pertence à classe espectral A2sp....